# ライスカレー (テレビドラマ)
『ライスカレー』は、1986年4月3日から6月26日まで、フジテレビ系『ナショナル木曜劇場』（当時）枠で放映されたテレビドラマ。主演は時任三郎。全13話。

## あらすじ
銚子工業高校野球部の同期3人、ケンこと加納健次、アキラこと坂本明、ブンタこと川床文太郎は、同じ野球部の大先輩で、カナダで寿司屋“寿司銚”の板前をしている飯塚次郎から、ライスカレー屋を始めるから3人ともカナダに来いと誘いを受ける。3人は、次郎の誘いを受けてカナダへ行く決意を固めるが、直前になってブンタは家の事情で渡航出来なくなってしまう。
ケンとアキラは次郎を頼って2人でカナダへと旅立つが、肝心の次郎が寿司屋のオーナーの妻と駆け落ちしていなくなってしまう。英語もわからぬまま、突如として土地勘も全くないカナダに放り出されたケンとアキラ。いろんな人と出会い、時には現実に打ちのめされ、さまざまな出来事に翻弄されながらも、ケンとアキラは異国の地でそれぞれが思い描く夢に向かって奮闘する。

## キャスト
加納健次（ケン）
演 - 時任三郎
主人公。銚子工業野球部ではピッチャーだった。アキラ、ブンタとともに次郎の誘いを受け、ライスカレー屋を手伝うためにカナダへ旅立つ。実直で寡黙、何事にも慎重な性格で、物事に対して少々臆病なきらいがある。新橋の銀寿司で5年間板前をやっていたが、次郎の誘いを受けて辞める。
坂本明（アキラ）
演 - 陣内孝則
ケンの親友。銚子工業野球部ではキャッチャーで、ケンとバッテリーを組んでいた。卒業後は洋食屋で働いていたが、次郎の誘いに乗ってケンとカナダへ旅立つ。お調子者で面倒なことは苦手。女好きであり、女性絡みのトラブルが絶えない。
川床文太郎（ブンタ）
演 - 布施博
ケンの親友。銚子工業野球部ではショート。3人のリーダー的存在であり、3人の中で唯一英語を喋れる。当初はケンたちと一緒にカナダへ向かう予定だったが、出発直前になって家庭の事情で行けなくなってしまった。しかし、海外渡航の夢は捨てきれず、その後も英語の勉強は続けている。
BJ(ビージェイ)（片山春介）
演 - 中井貴一
カムループス近郊のラック・ル・ジューンという湖の畔で、ログハウスビルダーになるため勉強中の日本人青年。次郎を探して路頭に迷っていたケンたちと出会い、自分が働くログハウス建築現場に誘い、仕事を手伝わせる。
「BJ」は通称であり、ヒッチハイクをしているときに掲げていたボードに書かれた「バンフ（Banff）→ジャスパー（Jaspar）｣に由来している。完璧主義者であり、周囲の人間にも自身と同じ高いレベルを要求してしまうため、時に軋轢を生むことがある。ログハウス完成後、主だった仕事仲間が去った晩、丸太の下敷きになって帰らぬ人となる。
飯塚次郎
演 - 北島三郎（特別出演）
銚子工業野球部の大先輩で、現在はバンクーバーの寿司屋「寿司銚」で板前をしている。ライスカレー屋を開業するから手伝えとケンたちをカナダに誘った張本人だが、自身は店のオーナーの妻と駆け落ちしてしまい、行方不明になってしまった。
後に宝くじで高額賞金を獲得したことが新聞記事になったことにより、ケベックに在住していることが判明。ケンはケベックまで会いに行くが、獲得した大金に目が眩んだ次郎は最早ケンの知っている次郎ではなかった。銚子工高時代はファーストで、隠し球が得意だった。
川床利子（リス）
演 - 藤谷美和子
ブンタの妹でケンの恋人。地元の信用金庫でOLをしている。ケンがカナダに行ってしまってから、母親の薦めで飯塚尚文の次男（次郎の甥）と見合い、婚約するが、ケンのことが忘れられず、単身カナダに渡り、ラストシーンでラック・ル・ジューンでケンと再会する。
加納朋子
演 - 風吹ジュン
ケンの姉。地元で居酒屋「朋子」を営んでいる。陰で「お涙観音」と呼ばれ、複数人との関係を噂されている。信吉は元亭主。
加納三吉
演 - 三木のり平
ケンと朋子の父。港にあがった魚を盗む癖がある。
川床金次
演 - 室田日出男
ブンタとリスの兄。共栄丸が漁船。信吉とは漁師仲間で、飲み仲間。酒癖が悪く、酔うと首を振り出し（シナリオ本によると、ビートたけしの如く）、さらに酔いが回ると暴れ出す。特に飯塚の家についてはあまりおもしろく思っていないため、何度も争いのきっかけになった。妹思いで、カナダに向かうリスを手助けする。
坂本キヨ
演 - 村瀬幸子
アキラの母。若い頃は美人で有名。三吉やその仲間達の憧れの人だった。アキラがカナダ滞在中に倒れ、そのまま亡くなった。
向坂信吉
演 - 田中邦衛
朋子の元亭主。別れた後も縁が切れないため、三吉の怒りを買っている。ケン達のカナダ行きを後押しした。
大門太郎
演 - 佐藤慶
銚子工業高校の元英語教諭で、ケン、アキラ、ブンタの恩師。現在は塾を開いている。物語の2年前に初訪米の際、自身の英語が全く通じなかった経験があり、外国人に対して劣等感を抱いている。朋子との噂の一人。
片山美子
演 - 檀ふみ
BJの姉。BJの死後、遺骨を引き取りにラック・ル・ジューンを訪れる。
水沢妙子
演 - 林選
ケンとアキラがカナダ渡航前にCPの受付で出会った女性。ダンスを勉強するために、3ヶ月の予定でバンフに留学していたが、世界のレベルを目の当たりにして、帰国する。帰国前にラック・ル・ジューンのケンを訪れ、完成したログハウスを見学していった。洋子とは小中学校の同級生。
井村洋子
演 - 明石温子
CP Air（カナダ太平洋航空）の社員で、バンクーバーの空港で出会った。ジョージの通訳として呼ばれ、ケンとアキラと再会する。バンクーバーでは何かと2人を世話するが、アキラの強引なアプローチには閉口する。
磯部安吉
演 - ガッツ石松
バンクーバーの「亀寿司」の板前。バンクーバーで路頭に迷ったケンとアキラを何かと世話してくれる。賭け事好きで、次郎とは博打仲間。実家は「寿司政」という古くからある寿司屋。
正次
演 - 笹野高史
安吉と同じく、「亀寿司」の板前。
浅野
演 - 鹿内孝
バンクーバーの「亀寿司」のマネージャー。
三上
演 - 地井武男
東京に戻ったアキラが銀座でゆきずりに出会った男。カナダで新しく建設されるホテルの関係者で、アキラたちに職を与えるという話をした。が、実は単なる詐欺師で、泥酔したアキラの鞄から香典を全て盗んだ。
田中
演 - 新井康弘
アキラの元職場の同僚コック。
藤田啓一
演 - 寺田農
バンフ・スプリングス・ホテル副支配人。ジェーンとミシェルの母親の頼みもあり、バンフで仕事探しをしていたアキラに手助けをする。
斉木監督
演 - 大木実
銚子工業野球部の監督。
飯塚尚文
演 - 金子信雄
次郎の兄。地元の市会議員であり、地元の有力者でもある。長男は「寿司銚」を継いでおり、次男は証券会社務めでリスと婚約した。
佐々
演 - 多田幸雄
飯塚尚文の手下の一人。
平田
演 - 上田忠好
飯塚尚文の手下の一人。
音吉
演 - 石丸謙二郎
金次の手下。共栄丸の乗組員。「朋子」の常連客の一人でもある。
湊
演 - 津村隆
「朋子」の常連客の一人。ケンとアキラの帰国日を賭けての馬券の胴元。
寿司職人の男
演 - 角野卓造
安吉の義弟（嫁が安吉の妹）。入谷二丁目「寿司政」の板前を継いでいる。
伸子
演 - 円浄順子
カナダに向かう機内で出会った女性。錦糸町のデパート勤務のOL。観光旅行でカナダを訪れた。
中沢
演 - 佐藤幸雄
銚子工業野球部OBの一人。3人を送る会では司会を務める。
上田
演 - 小野武彦
ケン達のカナダ渡航を手配した業者。
ミシェル
演 - Linda Marr
BJと共にログハウス建設を手掛けていたスタッフの一人。BJとは恋仲だったが、幼馴染みの婚約者がいたため、母に説得され、ログハウス完成後は地元のバンフに戻った。ジェーンは妹、クリスは母。
ジェーン
演 - Robyn Stevan
BJと共にログハウス建設を手掛けていたスタッフの一人。ミシェルの妹。姉に比べて奔放。ログハウス完成後は姉と共にバンフに戻る。
クリス
演 - Stephany Street
ミシェルとジェーンの母。バンフ・スプリングス・ホテルで花屋を開いている。自分がBJとミシェルを引き離したためにBJが亡くなったのではないかと、自責の念に駆られる。
ジョージ
演 - David Brass
「寿司銚」のオーナーで、次郎の上司。ケンとアキラの身元引受人でもある。妻の名前を冠した、「ファランダ」という名前のクルーザーを所有している。ビクトリアのエムプレス・ホテルに滞在しているところに、ケンとアキラが訪ねてきた。
デリック
演 - Derek MacDonald
ラック・ル・ジューンのロッジのオーナーで、BJの建設しているログハウスの注文主。
ポール
演 - R.Cameron Gordon
ミシェルの幼馴染みで婚約者。カナダ海軍の軍人。
ベン
演 - Warren Kiland
ジョージの所有するクルーザー「ファランダ」の船長。ケンとアキラがビクトリアに滞在中、船内で二人の世話を焼く。
秘書
演 - Pamela Raven
ジョージの秘書。

## スタッフ
- 脚本：倉本聰
- 演出：杉田成道、河毛俊作
- プロデューサー：中村敏夫、山田良明
- 音楽：宇崎竜童
- 主題歌：宇崎竜童&時任三郎「ALONE & ALONE」[注 1]

作詞・作曲：宇崎竜童
- 制作：フジテレビ

## 放送日程
| 各話   | 放送日  | 演出     | 視聴率 |
| ------ | ------- | -------- | ------ |
| 第1話  | 4月03日 | 杉田成道 | 11.0%  |
| 第2話  | 4月10日 | 杉田成道 | 9.9%   |
| 第3話  | 4月17日 | 杉田成道 | 10.8%  |
| 第4話  | 4月24日 | 河毛俊作 | 9.9%   |
| 第5話  | 5月01日 | 河毛俊作 | 10.5%  |
| 第6話  | 5月08日 | 杉田成道 | 7.6%   |
| 第7話  | 5月15日 | 杉田成道 | 10.3%  |
| 第8話  | 5月22日 | 河毛俊作 | 10.9%  |
| 第9話  | 5月29日 | 杉田成道 | 8.6%   |
| 第10話 | 6月05日 | 河毛俊作 | 11.0%  |
| 第11話 | 6月12日 | 河毛俊作 | 10.0%  |
| 第12話 | 6月19日 | 杉田成道 | 9.3%   |
| 最終話 | 6月26日 | 杉田成道 | 9.3%   |

- 視聴率は、「テレビ視聴率季報（関東地区）」ビデオリサーチによる。

## 逸話
- ｢カレーライス｣と｢ライスカレー｣の違いが、このドラマの初回の冒頭部分で信吉の口から語られている。本作における「ライスカレー」の定義は、
  - ご飯の上に粘度の高いカレーソースが乗っている。口直しとして福神漬とラッキョウが添えられている。
  - スプーンは水の入ったコップに刺さった形で供される。
  - 具のジャガイモやニンジンは大き目のものが入っており、飾りとしてグリーンピースが3つ上に乗っている。
  - 冷めてくると、カレーソースの上に膜が張る。

とされている。ただし、この定義はあくまでこのドラマの中だけのもので、実際は「カレーライス」と「ライスカレー」の違いについては諸説あり、明確な定義は存在しない（カレーライス#カレーライスとライスカレーを参照）。
- 主人公たちの通っていた高校「銚子工業」は、実在の千葉県立銚子商業高等学校をモデルにしている。野球部の監督は斉木監督（大木実）といい、これは銚子商業の往年の名監督・斉藤一之をイメージしている。また、銚子工業野球部の部室でケンと斉木監督が話すシーンでは、銚子商業が、第55回（1973年）夏の甲子園大会で、当時江川卓投手のいた作新学院と対戦し、延長12回押し出し四球でサヨナラ勝ちしたときのパネル写真が飾られているのが一瞬映し出される。
- 大規模なカナダロケが実施され、およそ80日[注 2]にもわたってバンクーバーやバンフ、レイク・ルイーズ、ケベックなどでロケが行われた。
- ケン、アキラ、ブンタの名前は、それぞれ往年の名優・高倉健、小林旭、菅原文太から拝借している。[1]
- 当時、ロック歌手から俳優業に重きをおくようになって間もない陣内孝則の出世作である。